# 趙堯
趙堯（？—？），西漢官吏，曾繼任周昌作為御史大夫。

## 簡介
西漢初年擔任御史，掌管符、璽。當時方士方與公對御史大夫周昌說：「您的部下趙堯，年紀雖小，但卻是個奇才，君王一定會特別對待他的，他會取代您的位置。」周昌則笑說：「他很年輕，不過是個小小的刀筆吏而已，怎麼可能達到這種官位呢？（御史大夫為三公之一）」
劉邦憂鬱，群臣都不知是何事，惟獨趙堯看出來。趙堯就問劉邦：「陛下憂慮，大概是因為戚姬子趙王劉如意年幼，而戚姬與呂后有怨。所以憂慮陛下千秋萬歲之後，趙王會被呂后所害？」劉邦同意。趙堯獻計說：「陛下應該立一位尊貴且強悍的國相，要那種群臣與呂后皆敬畏的來輔佐趙王劉如意，才能保護他不被害。」並推舉周昌，劉邦遂改任周昌為趙國相。
周昌走了一段時間，高祖拿著御史大夫的印信把玩著，說：「誰可以擔任御史大夫呢？」端詳了趙堯一番，說：「沒有人比趙堯還適合的。」於是封趙堯為御史大夫。趙堯先前就立有軍功，享有食邑。擔任御史大夫後，跟隨劉邦前去討伐陳豨，有功，封為江邑侯。
後來呂后掌權時，發現趙堯曾向劉邦獻計，阻止自己殺劉如意，怒而將他罷免，改立廣阿侯任敖為御史大夫。

## 延伸阅读
[在维基数据编辑]
 《漢書/卷042》，出自班固《漢書》